# سماء عيسى
سماء عيسى، شاعر وناقد سينمائي عُماني من مواليد 1954. صُدر له أكثر من عشرين ديوانًا شعريًا آخرها كان ديوان «استيقظي أيتها الحديقة» التي صدرت عن دار مسعى للنشر والتوزيع في عام 2018.

## سيرته الأدبية
ولد الشاعر عيسى بن حمد بن عيسى الطائي المعروف باسم سماء عيسى في مدينة مسقط عام 1954. تنقل عيسى مع أسرته في بلدان عديدة منها البحرين والكويت والإمارات العربية المتحدة. تلقى تعليمه الابتدائي في عُمان، وبعدها درس في البحرين قبل أن يكمل مرحلته الثانوية في الكويت، ثم انتقل إلى لقاهرة ليكمل دراسته الجامعة؛ حيث تخرج في جامعة القاهرة وحصل على شهادة البكالوريوس من كلية التجارة في عام 1974. وبعد تخرجه عمل مدرسًا في وزارة التعليم لمدة عشرين سنة. ويعد عيسى من أبزر الشعراء العمانيين المؤسسين للقصيدة الحديثة في عُمان، حيث بدأت مسيرته في الشعر منذ السبعينيات ومازالت مستمرة إلى الآن. ونشر أولى قصائده في مجلة الثقافة الجديدة اليمنية في عام 1974 بعنوان «للنساء اللواتي انتظرن طويلاً» وكان وقتها مازال طالبًا في الجامعة.
يكتب عيسى الشعر والنصوص السردية، والمقال النقدي، والمسرح والسيناريو. وصُدر له أكثر من عشرين ديوان وقصائد شعرية آخرها كان ديوان «استيقظي أيتها الحديقة» الصادرة عن دار مسعى للنشر والتوزيع في عام 2018. وامتازت قصائده الشعرية الأولى بالطابع الصوفي، إذ تأثر عيسى بعدد من الشعراء العرب الذين كان للطابع الصوفي أَثَرٌ واضحٌ في أشعارهم مثل عبد الوهاب البياتي، وبدر شاكر، وخليل حاوي.

## مؤلفاته
بعض من مؤلفاته تشمل الذي يلي:
- للنساء اللواتي انتظن طويلا، مجلة الثقافة الجديدة اليمنية، 1974

- ماء لجسد الخرافة، 1985

- نذير بفجيعة ما، 1987

- مناحة على أرواح عابدات، 1990

- منفى سلالات الليل، 1999

- درب التبانة، 2001

- غيوم، آفاق للنشر والتوزيع، 2006

- ولقد نظرتك هالة من نور، دار الفرقد للطباعة والنشر، 2006

- أبواب أغلقتها الريح، دار الفرقد للطباعة والنشر، 2008

- الجلاد، دار الفرقد للطباعة والنشر، 2010

- دم العاشق، دار الفرقد للطباعة والنشر، 2011

- أغنية حب إلى ليلى فخرو، مؤسسة الإنتشار العربي، 2012

- الجبل البعيد، مؤسسة الإنتشار العربي، 2013

- ولقد نظرتك؛ هالة من نور، دار مسعى للنشر والتوزيع، 2014

- شرفة على أرواح أمهاتنا، دار مسعى للنشر والتوزيع، 2014

- صوت سمع في الرامة، بيت الغشام، 2015

- الأشجار لا تفارق مواطنها الأولى، دار مسعى للنشر والتوزيع، 2016

- اقتراب من النبع؛ شهادات ومقالات في الأدب والثقافة والتاريخ، دار سؤال، 2017

- استيقظي أيتها الحديقة، دار مسعى للنشر والتوزيع، 2018